# Agostino Chiodo
Agostino Girolamo Chiodo (Savona, 16 aprile 1791 – Torino, 25 febbraio 1861) è stato un generale e politico italiano, che ricoprì gli incarichi di Presidente del Consiglio dei ministri (21 febbraio-27 marzo 1849) Ministro della guerra del Regno di Sardegna (9-23 marzo 1849) durante la prima guerra d'indipendenza italiana. 
Insignito della Gran Croce dell'Ordine dei Santi Maurizio e Lazzaro e della Croce di Grande ufficiale dell'Ordine militare di Savoia.

## Biografia
Nacque a Savona il 16 aprile 1791 figlio di Vincenzo e Anna Maria Tagliafico.

Intraprese studi matematici e nel 1808 fu impiegato come aiutante del Genio militare e addetto alla stesura dei piani e dei livelli per la preparazione dell'arsenale che Napoleone Bonaparte aveva progettato di costruire nel golfo della Spezia.
L'interesse suscitatogli da tale attività lo spinse a proseguire gli studi ed entrare, nel 1810, nella École polytechnique di Parigi, uscendone nel settembre 1812 con il grado di sottotenente assegnato al genio dell'esercito francese. Frequentò successivamente, dal 7 settembre 1812, la Scuola d'applicazione del genio dell'esercito francese. Promosso luogotenente degli zappatori nel 1813, in quell'anno prese parte alla campagna militare combattendo nella battaglia di Kulm e nella difesa di Dresda, dove fu fatto prigioniero. Ritornato in Patria nell'agosto 1814, all'atto della Restaurazione, il 15 maggio dell'anno successivo entrò in servizio come luogotenente nel genio dell'esercito piemontese.
Promosso capitano l'11 agosto 1819, fu "addetto all'istruzione degli ufficiali, insegnando architettura civile e rilievo delle fabbriche" e dopo i Moti del 1820-1821 fu inquisito per avere espresso opinioni un po’ dubbie in materia politica. Nel marzo 1822 divenne insegnante di geometria descrittiva e fortificazioni all'Accademia militare di Torino, mantenendo tale l'incarico sino al 1826.
Il 28 gennaio 1827 fu promosso maggiore e nominato direttore delle fortificazioni di Genova e della sua cintura. Per circa dieci anni diresse i lavori dei forti Begato, Castellaccio e Monteratti, della porta e delle batterie della Lanterna, della grande caserma di San Benigno e della fabbrica delle polveri. Il 14 aprile 1832 fu promosso tenente colonnello, il 9 febbraio 1836 colonnello, e nel 1837 fu incaricato di dirigere i lavori per la riparazione e la messa a nuovo della cittadella di Alessandria.
Il 21 dicembre 1839 venne promosso maggior generale e quindi nominato comandante del corpo del genio. Il 2 gennaio 1844 fu insignito del titolo e della dignità di barone.
Nella campagna militare contro l'Impero austriaco del 1848 continuò a ricoprire il comando superiore del genio e si distinse particolarmente all'assedio di Peschiera, tanto che il 4 giugno dello stesso anno ottenne la promozione a luogotenente generale e il successivo 25 agosto anche l'incarico di Capo di stato maggiore dell'esercito. Fu re Carlo Alberto a porlo provvisoriamente a capo dello Stato Maggiore, in sostituzione di Carlo Canera di Salasco. Tale scelta non fu molto gradita a Giuseppe Dabormida, che da poco era stato nominato Ministro della guerra, ma il re lo aveva designato perché riteneva che in quel momento non vi fossero migliori soluzioni in quanto gli altri candidati erano, o troppo vecchi o troppo giovani, ed era necessario ricorrere ad una persona con esperienza. La nomina, tuttavia, era del tutto interinale in attesa di sostituirlo con Antonio Franzini, cosa che avvenne nel settembre 1848. 
Nel dicembre successivo fu nominato Senatore e membro consultivo del Consiglio permanente di guerra. Per le attività svolte nella campagna del 1848 fu decorato con la Croce di Commendatore dell'Ordine dei Santi Maurizio e Lazzaro.
Nei successivi mesi preparazione febbrile in vista della ripresa della guerra, egli continuò ad occuparsi dell'arma del genio quando, improvvisamente il 9 febbraio 1849, fu nominato Ministro della guerra. Iniziò a ricoprire tale incarico in un momento di gravissima crisi del Comando supremo, dopo che il Alfonso La Marmora si era dimesso da Ministro della guerra e il generale Eusebio Bava esonerato da comandante supremo sostituito dal generale polacco Wojciech Chrzanowski.
Non aveva particolari capacità per ricoprire l'incarico di Ministro della guerra, che si occupava dell'organizzazione generale dell'esercito, era poco conosciuto e poco pratico dell'amministrazione militare in quanto si era sempre occupato del settore dell'arma del genio. Impiegò molti giorni per rendersi conto esattamente delle condizioni particolari e dell'insieme delle cose, e per affiatarsi con i suoi collaboratori. Ebbe numerose difficoltà in quanto vi erano troppe iniziative intraprese, ma mai portate a termine, una mentalità burocratica e molti pregiudizi. Mentre il tempo veniva a mancare la situazione si fece ancora più difficile, il 21 febbraio successivo, in seguito alle dimissioni di Vincenzo Gioberti fu anche nominato Presidente del Consiglio dei ministri.

Lavorò duramente per cercare di rimediare ai problemi dell'esercito che stava per riprendere la guerra con l'Austria; ottenendo buoni risultati nel campo delle sussistenze, ma assunse anche decisioni sbagliate, come approvare la scelta del generale Chrzanowski a comandante dell'esercito, sostituire collaboratori vecchi e provati con altri giovani ma inesperti, e soprattutto nel modificare l'organico delle unità. Introdusse nuovi criteri nell'organizzazione dei battaglioni, che accrebbero la confusione già esistente e di creare, proprio in vista dell'inizio delle ostilità, un grave dissenso sul metodo migliore per impiego delle reclute. Temendo infatti che queste, incorporate nei reggimenti di linea, potessero sconvolgere la giusta proporzione tra giovani e anziani, diminuendone la solidità, ordinò che fossero raggruppate in battaglioni autonomi. Tale decisione di non servirsi delle reclute in prima linea creò di fatto nuove unità di seconda linea, indebolendo così l'esercito di campagna e riempiendo le retrovie gente senza alcun compito.
Nei primi giorni del marzo 1849 confermò ai colleghi di gabinetto che alla metà del mese l'esercito avrebbe potuto riprendere le operazioni belliche. Durante la breve campagna militare rimase in disparte a causa dei suoi compiti. Il 27 marzo, dopo la sconfitta di Novara, il governo da lui presieduto rassegnò le dimissioni, per dimostrare il suo biasimo sul modo con cui si era arrivati all'abdicazione di Carlo Alberto, alla firma dell'armistizio di Vignale ed alla salita al trono di Vittorio Emanuele II. Infatti il governo da lui presieduto a Torino era stato lasciato totalmente all'oscuro di quanto stava avvenendo.
Nei mesi successivi alla fine della guerra, quando più forte era il tentativo di individuare i responsabili della cocente sconfitta, fu anche lui oggetto da critiche per come aveva preparato la campagna, e si difese pubblicando un opuscolo dal titolo Risposte dei cessati ministri Chiodo, Cadorna e Tecchio alla relazione 10 aprile 1849 del general maggiore Albert Chrzanowski prodotta alla commissione d'inchiesta (Torino 1849), confutando l'affermazione di questi che la guerra fosse stata voluta contro il suo parere e dichiarata a sua insaputa, e sostenendo che egli si era dimostrato d'accordo in tutto e per tutto.
Ritornato al comando generale del genio militare, fu nominato presidente del Consiglio del genio militare il 4 giugno 1849, incarico che ricoprì fino alla data della sua morte, avvenuta per malattia il 25 febbraio 1861 a Torino.

### Annotazioni
1. ↑  La destituzione di Salasco era stata fortemente reclamata dall'opinione pubblica piemontese.
2. ↑  Tale nomina si inquadrava nel proposito di Carlo Alberto di rinnovare le alte cariche dell'esercito, e la decisione era stata presa subito dopo l'insuccesso della campagna militare del 1848.

### Fonti
1. 1 2 3 4 5 6 7 8  Ilari, Shamà 2008, p. 148.
2. 1 2 3 4 5 6 7 8 9 10 11 12 13 14 15 16 17 18 19 20  https://www.treccani.it/enciclopedia/agostino-chiodo_(Dizionario-Biografico).
3. ↑  Dalle Regie scuole teoriche e pratiche di Artiglieria e Fortificazione alla Scola d'applicazione di Artiglieria e Genio, Scuola di applicazione delle armi di Artiglieria e Genio, Torino, 1939, pp. 55-56.
4. 1 2 3 4 5  Ilari, Shamà 2008, p. 149.
5. ↑  Sito web del Quirinale: dettaglio decorato.